# Dryopteris × triploidea
Dryopteris × triploidea là một loài dương xỉ trong họ Dryopteridaceae. Loài này được Wherry mô tả khoa học đầu tiên năm 1960.